# Хампшърска хълмиста равнина
Хампшърската хълмиста равнина (на английски: Hampshire Downs) е равнина в графство Хампшър, Южна Англия.
Тя е част от ниското варовиково плато, заемаща средната част на Южна Англия, и достига максимална надморска височина от 297 метра в северния край. Стръмен ескарп я отделя от долината на Темза на север и от областта Уийлд на изток. По-голямата част от равнината е заета от обработваеми земи, прекъсвани от полезащитни пояси и горски масиви на по-глинестите почви. Населението на областта е около 295 хиляди души (2001), а най-големите градове са Андоувър и Уинчестър.